# Brooklyn Center (Minnesota)
Brooklyn Center è un comune (city) degli Stati Uniti d'America della contea di Hennepin nello Stato del Minnesota. La popolazione era di 30,104 persone al censimento del 2010.

## Storia
Nota per il centro del commercio locale nella ex Brooklyn Township dal 1873, l'area rurale possedeva un mercato di giardinaggio per la crescente popolazione della vicina Minneapolis. Con i timori che la città centrale avrebbe continuato con le annessioni, il villaggio di Brooklyn Center è stato creato nel 1911. La città di Brooklyn Center è stata incorporata nel 1966.

## Geografia fisica
Secondo lo United States Census Bureau, ha un'area totale di 8,34 miglia quadrate (21,60 km²).

## Società

### Evoluzione demografica
Secondo il censimento del 2010, c'erano 30,104 persone.

### Etnie e minoranze straniere
Secondo il censimento del 2010, la composizione etnica della città era formata dal 49,1% di bianchi, il 25,9% di afroamericani, lo 0,8% di nativi americani, il 14,3% di asiatici, lo 0,1% di oceanici, il 5,4% di altre razze, e il 4,4% di due o più etnie. Ispanici o latinos di qualunque razza erano il 9,6% della popolazione.